# Sedgebrook
Sedgebrook – wieś w Anglii, w hrabstwie Lincolnshire, w dystrykcie South Kesteven. Leży 36 km na południe od Lincoln i 164 km na północ od Londynu.
Miejscowość liczy 375 mieszkańców.